# とばーがー

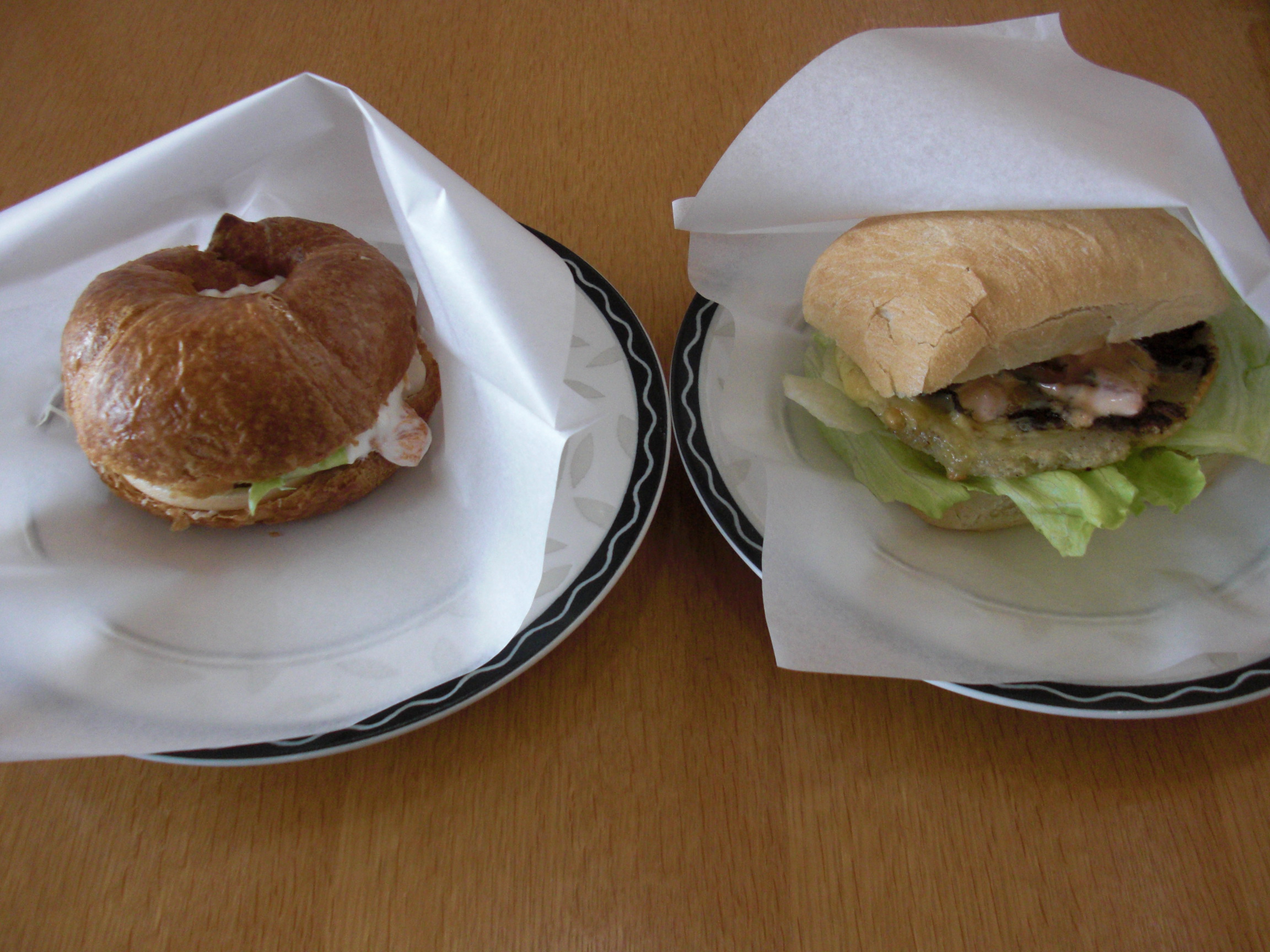
グランブルーのとばーがー
右：海物編『牡蠣燻』バーガー
左：デザーとばーがー【Mikan】

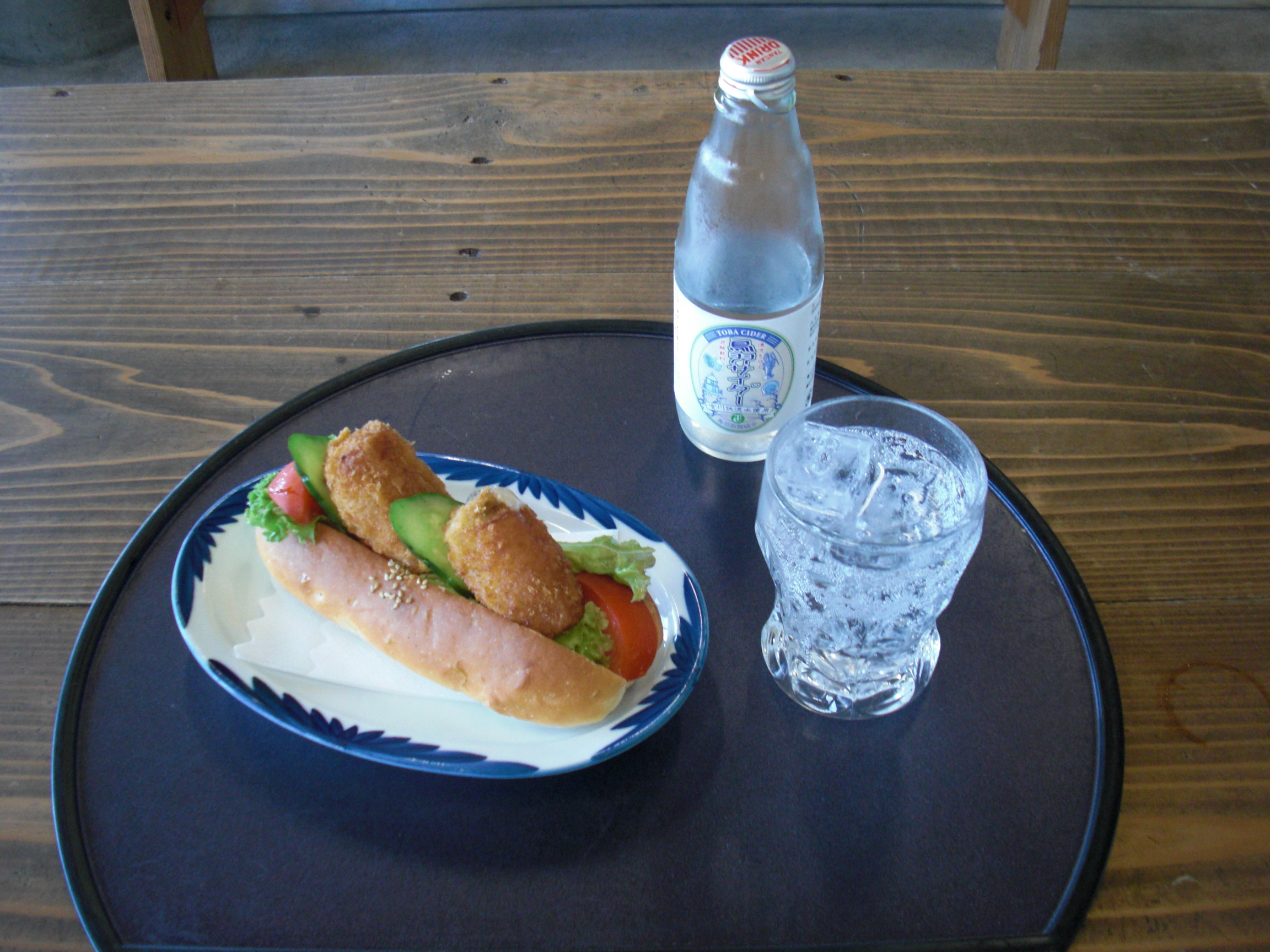
与吉屋のとばーがー「浦村かきドッグ」

とばーがーは、三重県鳥羽市のご当地バーガーである。2007年に鳥羽市商工観光課観光戦略室（現・鳥羽市観光課）と地元飲食店の官民共同で開発した新しい名物料理である。

## 概要
以下の3条件を満たしたものが「とばーがー」を名乗ることを許される。
1. 鳥羽市内で販売すること。
2. 地元産食材をメインのパテに使うこと。
3. 作りたてを提供すること。

- 第一弾は、鳥羽市内のレストランcuccagna（クッカーニャ）が2007年に期間限定で販売した“TOBURGER”（とばーがー）であり、これが各種マスコミや個人のブログで紹介されたことから人気商品となった。

## 第一弾
- 鳥羽市鳥羽1丁目にあるイタリアンレストランcuccagnaの木下良成シェフが開発し“TOBURGER”の名で2007年10月1日から11月30日までの2ヶ月間、1日20個限定で販売した。
- パテには鳥羽市加茂地区で生産されている「加茂牛」と隣接する志摩市のブランド豚「パールポーク」をひき肉にしたものを使用し、トマトとサニーレタスも鳥羽市産のものを使った。
- 発売後、1日15個以上の注文が出る人気商品となり、第一弾は成功した。
  - 同年12月2日、JA鳥羽志摩主催の「JAまつり」で加茂牛だけを使った“TOBURGER”が1日限定で登場した。

## 第二弾
- 2008年3月14日、鳥羽市国崎町のパールロード沿線の鳥羽展望台にあるレストラン「はねやすめ」にとばーがーの第二弾となる「伊勢えびバーガー」が登場した。これは鳥羽市産の伊勢海老入りのコロッケをパンで挟んだものである。こちらは期間を限定せず販売され、同店の人気メニューとして定着している。

## 第三弾以降

### 2009年
3月1日認定
- 「たこかつバーガー」
  - 鳥羽市沖の神島の旅館「山海荘」で発売。神島産のタコを使用。

6月4日認定
- 「じゃころっけバーガー」
  - 答志島のやま七で発売。答志産のちりめんじゃこ・ワカメ・めひびを使ったライスバーガー。
- ｢浦村かきドッグ」
  - 浦村かきをチーズと共にベーコンで包んだホットドッグ。浦村町の与吉屋で発売。

7月18日認定
以下の2つは鳥羽駅前の鳥羽一番街内の洋食店グランブルーで発売。
- 「BPEバーガー」
  - BPEとは「Beef Pork Egg」の略で、加茂牛・パールポーク・目玉焼きをサンドした。鳥羽市堅神町産の長ねぎもトッピング。
- ｢海物さざえ編バーガー」
  - 菅島産サザエとカレイのすり身、アラメを混ぜて揚げたパテを使用。毎年7月から9月までの限定発売。

9月認定
- 「めかぶ入りみそカツバーガー」
  - パールポークのとんかつにめかぶ入りの特製味噌をかけたハンバーガー[1]。1日10個限定。鳥羽駅前のてっぱり料理長門館で販売。

10月認定
- ｢海物編『牡蠣燻』バーガー」
  - 桃取産のカキの燻製と鳥羽市産のヤマトタチバナの果汁を加えたジャガイモのガレットをパテとする。鳥羽一番街内のグランブルーで11月から3月までの期間限定販売。
- 「デザーとばーがー【Mikan】」
  - 鳥羽みかんをクリームチーズ・蜂蜜・ホイップクリームとともにサンドしたもの。鳥羽一番街内のグランブルーで11月から3月までの期間限定販売。
- 「活鯵バーガー」
  - 菅島産のアジをフライにしたパテを使用。新鮮なアジで調理するため、要予約。菅島町のおかげ屋で販売。

12月認定
- ロコ・フィッシュ
  - 小浜町の宿・浜辺屋で家族が釣り上げた魚をパテに使用する。要予約。

### 2010年
10月認定
- 「浦村かきジューシーバーガー」
  - 浦村かき・魚のすり身・玉ねぎ・キャベツを合わせてパテとする。浦村町の丸善水産で販売。
- 「海の幸 潮騒バーガー」
  - 鳥羽市産の白砂海老、ちりめんじゃこを使用。バンズは黒米を使っている。鳥羽国際ホテルで販売。
- 「M.O.L.F.Premium-Burger」
  - 鳥羽市産のイセエビ1尾とアワビ・フォアグラ・松阪牛を使った10,000円の高級バーガー。鳥羽国際ホテルで販売。

### 2011年
3月1日認定
- 「絶品 あわびステーキバーガー」
  - 鳥羽湾産のアワビを1個丸ごとステーキにしたパテを使用。ドリンクがセットと付いている。石鏡町の宿・秀丸 花ごころで販売。
- 「しびれるヒジキの牛肉バーガー」
  - 鳥羽産のヒジキを使い、スパイスのきいた牛肉をパテとする。バンズはとばーがーのキャラクター「トーバとトパティ」の形をしている。鳥羽一丁目の宿・海月で販売。
- 「漁師の友だち！エビマヨバーガー」
  - 鳥羽市産の、甘みがあり漁師に人気のあるウタセエビを使ったハンバーガー。海月で販売。
- 「TAI彩バーガー」
  - 鳥羽市産の鯛を使ったパテとジャガイモを使ったパテを使用。タイ風カレーソースが添えられている。鳥羽国際ホテルで販売。

## キャラクター
2009年6月4日に、鳥羽市出身の漫画家はっとりみつるがデザインしたとばーがーをPRするキャラクターが発表された。鳥羽水族館の人気者ジュゴンをキャラクター化した「トーバ」（オス）と「トパティ」（メス）の2匹がいる。

## 参考資料
- とばーがーにたこかつバーガーが仲間入り! - とば日和（鳥羽市公式サイト内、2009年3月付）
- 鳥羽のご当地バーガー「とばーがー」、第二弾は伊勢エビバーガー - 伊勢志摩経済新聞（2008年5月14日付）
- 鳥羽・期間限定のご当地バーガー「とばーがー」、第1弾 - 伊勢志摩経済新聞（2007年11月30日付）
- 『観光三重 vol.66 Spring』（発行：社団法人三重県観光連盟、2009年3月5日発行）
- 中日新聞朝刊「『とばーがー』新たに2種類 鳥羽市が認定書交付」（2009年6月5日付）
- 中日新聞朝刊「新作とばーがー完成 加茂牛とサザエの2品」（2009年7月18日付）
- 毎日新聞伊賀版「とばーがー：ご当地バーガー、新たに４種類を認定　キャラクターも登場/三重[リンク切れ]」（2011年3月8日付）